# Brass Construction
O Brass Construction foi um grupo americano de funk e disco formado no Brooklyn, Nova Iorque em 1968. Conhecidos originalmente como Dynamic Soul, o grupo teve uma sequência de álbuns e singles de sucesso até o fim do grupo em 1985.

## Carreira
Contratados em 1975 por Sid Maurer e o ex-promotor da United Artists Records, Fred Frank, o grupo colocou dois singles na parada americana Billboard Hot 100 em 1976 - sendo o de maior sucesso "Movin'" que alcançou o número 14. Tiveram mais sucessos na parada americana Hot Dance Club Play, com nove singles, incluindo "Movin'", que alcançou o número 1. O cantor, pianista, flautista e arranjador Randy Muller ainda conseguiria vários outros sucessos com a banda Skyy.
Durante sua existência, o Brass Construction incluiu em sua formação Wade Williamston (baixo), Sandy Billups (percussão), Morris Price (trompete), Larry Payton (bateria), Jesse Ward Jr. (saxofone), Michael "Micky" Grudge (saxofone), Wayne Parris (trompete), Alvin Haskin (trombonista em "Movin'"), Duane Cahill (trombone), Joseph Arthur-Wong (guitarra) e Randy Muller (vocalista), e posteriormente Lee Evans nos teclados. Joseph Arthur-Wong morreu em 1998. Larry Payton e Jesse Ward Jr. morreram em março de 2016.
O Brass Construction se reuniu para um show em 28 de novembro de 2005 no Bataclan em Paris, França. A morte do baterista Larry Payton foi noticiada em março de 2016.

## Legado
A faixa de 1975 "Changin'" foi sampleada em 1989 pelo grupo Gang Starr em "Positivity" e em "Gimme" por Jill Scott (2001). A canção  "Movin'" foi usada em "Got Myself Together" por The Bucketheads (1995) e em "Movin'" de Lee Marrow (1990). "Message (Inspiration)" foi sampleada em 1988 em "I Ain't Tha 1" de N.W.A; enquanto "What's on Your Mind (Expression)" foi sampleada em 1988 em "Cool V's Tribute to Scratching" de Biz Markie. "Sambo" foi sampleada em 1998 em "Vision of Paradise" de Bob Sinclar e "One to One" foi sampleada em "Ain`t No Stoppin'" por Most Wanted com a participação de Pras e The Product G&B em 1998. Também, "Get Up to Get Down" foi sampleada em "Bass" por King Tee (1988) e em "Tanqueray" pelo DJ Quik (1995) e "Happy People" de 1977 foi sampleada em 1997 por Cheek em "Sunshine People".

## Discografia

### Álbuns de estúdio
| 1975                                                                                   | Brass Construction     | 10  | 1  | 55 | 9  | - EUA: Platina - UK: Prata | United Artists |
| 1976                                                                                   | Brass Construction II  | 26  | 3  | —  | —  | - EUA: Ouro                | United Artists |
| 1977                                                                                   | Brass Construction III | 66  | 16 | —  | —  | - EUA: Ouro                | United Artists |
| 1978                                                                                   | Brass Construction IV  | 174 | 24 | —  | —  |                            | United Artists |
| 1979                                                                                   | Brass Construction 5   | 89  | 18 | —  | —  |                            | United Artists |
| 1980                                                                                   | Brass Construction 6   | 121 | 32 | —  | —  |                            | United Artists |
| 1982                                                                                   | Attitudes              | 114 | 21 | —  | —  |                            | Liberty        |
| 1983                                                                                   | Conversations          | 176 | 29 | —  | —  |                            | Capitol        |
| 1984                                                                                   | Renegades              | —   | 31 | —  | 94 |                            | Capitol        |
| 1985                                                                                   | Conquest               | —   | —  | —  | —  |                            | Capitol        |
| "—" denota que não alcançou posição nas paradas ou não foi lançado naquele território. |                        |     |    |    |    |                            |                |

### Coletâneas
- Golden Classics (1991, Collectables)
- The Best of Brass Construction: Movin' & Changin' (1993, EMI)
- Get Up to Get Down: Brass Construction's Funky Feeling (1997, Capitol)
- Classic Masters (2002, EMI/Capitol)
- Something for the Weekend: 10 Extended Soul Weekender Classics (2006, Stateside)

### Singles
| 1970                                                                                   | "Two Timin' Lady"                   | —   | —  | —  | —  | —  | —  | —  | —  |
| 1976                                                                                   | "Movin'"                            | 14  | 1  | 1  | 20 | 47 | 10 | —  | 23 |
| 1976                                                                                   | "Changin'"                          | —   | 24 | 3  | —  | —  | —  | —  | —  |
| 1976                                                                                   | "Ha Cha Cha (Funktion)"             | 51  | 8  | 14 | —  | —  | —  | —  | 37 |
| 1977                                                                                   | "The Message (Inspirational)"       | —   | 42 | —  | —  | —  | —  | —  | —  |
| 1977                                                                                   | "What's on Your Mind (Expression)"  | —   | 69 | —  | —  | —  | —  | —  | —  |
| 1977                                                                                   | "We" / "Celebrate"                  | —   | —  | 37 | —  | —  | —  | —  | —  |
| 1978                                                                                   | "L-O-V-E-U"                         | 104 | 18 | —  | —  | —  | —  | —  | —  |
| 1978                                                                                   | "Celebrate"                         | —   | 77 | —  | —  | —  | —  | —  | —  |
| 1978                                                                                   | "Help Yourself"                     | —   | 58 | —  | —  | —  | —  | —  | —  |
| 1978                                                                                   | "Get Up"                            | —   | 56 | —  | —  | —  | —  | —  | —  |
| 1979                                                                                   | "Right Place"                       | —   | 41 | 74 | —  | —  | —  | —  | —  |
| 1980                                                                                   | "Music Makes You Feel Like Dancing" | —   | —  | —  | —  | —  | —  | —  | 39 |
| 1980                                                                                   | "I'm Not Gonna Stop"                | —   | —  | —  | —  | —  | —  | —  | —  |
| 1980                                                                                   | "How Do You Do (What You Do to Me)" | —   | 71 | —  | —  | —  | —  | —  | —  |
| 1982                                                                                   | "Can You See the Light"             | —   | 23 | 64 | —  | —  | —  | —  | —  |
| 1982                                                                                   | "Attitude"                          | —   | 59 | —  | —  | —  | —  | —  | —  |
| 1983                                                                                   | "Walkin' the Line"                  | —   | 28 | 17 | —  | —  | —  | —  | 47 |
| 1983                                                                                   | "We Can Work It Out"                | —   | —  | —  | —  | —  | —  | —  | 70 |
| 1984                                                                                   | "Never Had a Girl"                  | —   | 38 | —  | —  | —  | —  | —  | —  |
| 1984                                                                                   | "Partyline"                         | —   | 53 | —  | —  | —  | —  | —  | 56 |
| 1984                                                                                   | "International"                     | —   | —  | —  | —  | —  | —  | —  | 70 |
| 1985                                                                                   | "Give and Take"                     | —   | 76 | 28 | —  | —  | —  | —  | 62 |
| 1988                                                                                   | "Movin' 1988"                       | —   | —  | 50 | —  | —  | —  | 41 | 24 |
| 1988                                                                                   | "Ha Cha Cha" (relançamento)         | —   | —  | —  | —  | —  | —  | —  | 94 |
| "—" denota que não alcançou posição nas paradas ou não foi lançado naquele território. |                                     |     |    |    |    |    |    |    |    |

## Membros
Wade Williamston - Baixo

Sandy Billups - Percussão

Morris Price - Trompete

Larry Payton (1955-2016) - Bateria

Jesse Ward Jr. ( -2016) - Saxofone

Michael "Micky" Grudge - Saxofone

Wayne Parris - Trompete

Alvin Haskin - Trombone

Duane Cahill Trombone

Joseph Arthur-Wong (falecido)- Guitarra

Randy Muller - Vocais

Lee Evans - Teclados